# Саран (округ)
Саран (хинди सारन जिला; англ. Saran) — округ на западе индийского штата Бихар. Административный центр — город Чхапра. Площадь округа — 2641 км². По данным всеиндийской переписи 2001 года население округа составляло 3 248 701 человек. Уровень грамотности взрослого населения составлял 51,80 %, что ниже среднеиндийского уровня (59,5 %).